# Smicridea mucronata
Smicridea mucronata är en nattsländeart som beskrevs av Oliver S. Flint Jr. och Donald G. Denning 1989. Smicridea mucronata ingår i släktet Smicridea och familjen ryssjenattsländor. Inga underarter finns listade i Catalogue of Life.